# 105 (število)
105 (stó pét) je naravno število, za katero velja 105 = 104 + 1 = 106 - 1.

## V matematiki
- sestavljeno število.
- sedmo klinasto število.
- trikotniško število {\displaystyle 105=14(14+1)/2\,\!}.
- Zeiselovo število.
- 105 - 2k = praštevilo, k = log2(105).

## V znanosti
- vrstno število 105 ima dubnij (Db).

## Drugo

### Leta
- 105 pr. n. št.
- 105, 1105, 2105